# Четатя (Телеорман)
Четатя (рум. Cetatea) — село у повіті Телеорман в Румунії. Входить до складу комуни Редоєшть.
Село розташоване на відстані 80 км на південний захід від Бухареста, 22 км на північний захід від Александрії, 110 км на схід від Крайови.

## Населення
За даними перепису населення 2002 року у селі проживали 526 осіб, усі — румуни. Усі жителі села рідною мовою назвали румунську.